# 原音重现 (凯蒂·佩芮专辑)
《原音重现》（英語：MTV Unplugged，在iTunes名单中为《原音重现：凯蒂·佩芮》）是美国歌手凯蒂·佩芮的迷你专辑和现场专辑。2009年11月13日，国会唱片将这张专辑在美国发行。在公开演出超过100场《原音重现》特别集数后，为了使他们可以让年轻一代所认识，MTV因此想带回这整个系列。这个频道邀请了许多主流流行艺人作为系列的一部分，包括佩芮，其特别对这个主意表达出兴趣，而节目则让她充分展示作为歌手的优点和分享其歌曲背后的故事。
这个迷你专辑包含了从《花漾派对》所抽取的五首歌曲的不插电版本，一首先前未发布的原版歌曲和一首伟恩的喷泉乐团歌曲的翻唱版本。

## 发行历史
| 发行国家 | 发行日期       | 发行格式 | 唱片公司     | 参考  |
| -------- | -------------- | -------- | ------------ | ----- |
| 瑞士     | 2009年11月13日 | CD/DVD   | 国会 EMI     | [ 1 ] |
| 美国     | 2009年11月13日 | 数位下载 | 国会 EMI     | [ 2 ] |
| 美国     | 2009年11月17日 | CD/DVD   | 国会 EMI     | [ 3 ] |
| 法国     | 2009年11月17日 | CD/DVD   | 国会 EMI     | [ 4 ] |
| 日本     | 2010年11月24日 | DVD/CD   | 日本环球唱片 | [ 5 ] |

## 榜单成绩

### 周榜
| 榜单（2009）               | 最高 排名 |
| -------------------------- | --------- |
| 法国（法國唱片出版業公會） | 192       |
| 瑞士专辑榜                 | 82        |
| 美国 告示牌200大专辑榜     | 168       |

## 书目引证
- Berry, Jo, , Orion Books, 2012, ISBN 978-1-4091-3361-2